# Lockheed Model 18 Lodestar
Lockheed Model 18 Lodestar là một loại máy bay vận tải/chở khách trong Chiến tranh thế giới II.

## Biến thể
18-07
18-08
18-10
18-14
18-40
18-50

### Lodestar của Lục quân Hoa Kỳ
C-56
C-56A
C-56B
C-56C
C-56D
C-56E
C-57
C-57A
C-57B
C-57C
C-57D
C-59
C-60
C-60A
XC-60B
C-60C
C-66
C-104

### Lodestar của Hải quân Hoa Kỳ
XR5O-1
R5O-1
R5O-2
R5O-3
R5O-4
R5O-5
R5O-6

## Quốc gia sử dụng

### Dân sự
Úc
- Trans-Australia Airlines (TAA)

 Bỉ
- SABENA

 Bolivia
- Lloyd Aéreo Boliviano (LAB)

 Brasil
- Linhas Aéreas Wright
- NAB – Navegação Aérea Brasileira
- Panair do Brasil
- SAVAG (Sociedade Anônima Viação Aérea Gaúcha)
- Transportes Aéreos Universal
- Viação Aérea Bahiana

 Canada
- Trans-Canada Air Lines
- Yukon Southern Air Transport
- Canadian Pacific Air Lines

 Chile
- Línea Aérea Nacional (LAN) (1943–1953)
- CINTA Chilean Airlines (1953–1959)

 Phần Lan
- Karhumäki Airways

 Pháp
- Air Afrique
- Air France
- Aero Africaine

 Honduras
- TACA Airways System

 Kenya,  Tanganyika, và  Uganda
- East African Airways

 New Zealand
- Union Airways of New Zealand (1945–1947)
- National Airways Corporation (sau 1947)

 Bồ Đào Nha
- Aero Portuguesa
- DETA Mozambique Airways

 South Africa
- South African Airways
- Commercial Air Services

 Trinidad and Tobago
- British West Indian Airways

 Anh Quốc
- BOAC (British Overseas Airways Corporation)

 Hoa Kỳ
- Continental Air Lines)
- Mid-Continent Airlines
- National Airlines
- Pan American Airways
- United Air Lines
- Inland Air Lines
- Western Air Lines
- Alaska Star Airlines
- Caribbean-Atlantic Airlines

 Venezuela
- Línea Aeropostal Venezolana (LAV)

### Quân sự
Úc
- Không quân Hoàng gia Australia

 Brasil
- Không quân Brazil

 Canada
- Không quân Hoàng gia Canada

 Colombia
- Không quân Colombia

 Haiti
- Lực lượng vũ trang Haiti

 Israel
- Không quân Israel

 Hà Lan
- Không quân Hoàng gia Đông Ấn Hà Lan

 New Zealand
- Không quân Hoàng gia New Zealand

 Na Uy
- Không quân Na Uy

 South Africa
- Không quân Nam Phi

 Anh Quốc
- Không quân Hoàng gia

 United States
- Quân đoàn Không quân Lục quân Hoa Kỳ
- Hải quân Hoa Kỳ
- Thủy quân Lục chiến Hoa Kỳ
- Bảo vệ Bờ biển Hoa Kỳ

## Tính năng kỹ chiến thuật (C-60A-5)
Dữ liệu lấy từ Lockheed Aircraft since 1913
Đặc điểm tổng quát
- Tổ lái: 3
- Sức chuyên chở: 18 hành khách
- Chiều dài: 49 ft 10 in (15,19 m)
- Sải cánh: 65 ft 6 in (19,96 m)
- Chiều cao: 11 ft 10 in (3,6 m)
- Diện tích cánh: 551 ft² (51,2 m²)
- Trọng lượng rỗng: 12.500 lb (5.670 kg)
- Trọng lượng có tải: 17.500 lb (7.938 kg)
- Trọng lượng cất cánh tối đa: 21.000 lb (9.825 kg)
- Động cơ: 2 × Wright R-1820-87, 1.200 hp (895 kW)  mỗi chiếc

 Hiệu suất bay 
- Vận tốc cực đại: 266 mph (231 knot, 428 km/h) trên độ cao 17.150 ft (5.230 m)
- Vận tốc hành trình: 200 mph (174 knot, 322 km/h)
- Tầm bay: 2.500 mi (2.174 nmi, 4.025 km)
- Trần bay: 25.400 ft (7.740 m)

Trang bị vũ khí

none